# Istvánffy Gyula (festő)
Istvánffy Gyula (Marosújvár, 1857. július 27. – Debrecen, 1943. december 18.) festőművész.

## Pályafutása
Művészeti tanulmányait az Országos Mintarajztanodában kezdte meg, majd hosszabb időt töltött Németország nagyobb városaiban, Londonban, Olaszországban és 1891-ben Budapesten telepedett le. Mintaképe a tájfestészetben a korán elhunyt Mészöly Géza volt, akitől sikerült is elsajátítania a hangulatkeltés titkait. Tagja volt a Műpártoló Egyesületnek Debrecenben, ennek tárlatain állította ki képeit. 1921-ben a református egyház palotájában volt kiállítása, 1926-ban pedig műterem-tárlaton mutatta be alkotásait. Több kisméretű tájképet festett Kolozsvárott, Debrecenben és Hortobágyon. Ő fedezte fel Szepesi György rajzait. 1912. december 28-án szombaton Sopronban feleségül vette Lukács Juliska színésznőt. A debreceni belklinikán hunyt el, halálát zsugorvese okozta. Hagyatéka javarészt a Déri Múzeumhoz került.